# Антички Епир
Епир (античкогрчки: Ἄπειρος [Ápeiros]), била је античкогрчка држава, смештена у истоименом географском региону, на западном Балкану. Држава антички Епир граничила се са Етолским савезом на југу, античком Тесалијом и Македонијом на истоку и илирским племенима на северу.
Током кратког периода (од 280. до 275. п. н. е), епирски краљ Пир успео је да Епир учини најмоћнијом државом у хеленском свету. Међутим, период моћи није дуго трајао, након што је његова војска доживела катастрофу против Римљана, с којима је већ доста дуго ратовао, током неуспеле кампање у Италији.